# Abadá Capoeira
Abadá je brazilská asociace na podporu a rozvoj umění Capoeira, která vznikla v roce 1988.
Dnes je známá jako největší/nejuznávanější organizace pro rozvoj capoeiry na světě, má sta tisíce členů.
Filozofii Abadá Capoeiry je nejbližší styl Regional učitele Mestre Bimby i styl Angola učitele Mestre Pastinhy.
Abadá Capoeira dává přednost filozofii, která slouží k rozvinutí nejen Capoeiry, ale i technického mistrovství studenta a samotné nauky. Využívá zároveň Capoeiry jako důležitého učitelského nástroje a kulturního i uměleckého bohatství. Během přeměny od studenta do učitele si udržuje originální zásady starých mistrů Capoeiry, jejich kulturní i životní přesvědčení.
Abadá Capoeira se řídí lidskými kulturními zásadami založenými na cti, přátelství a volnosti. V naději na uskutečnění těchto cílů je umění Capoeira rozšířeno na univerzitách, školách, v klubech a jiných podobných institucích.
- A . . Associacao
- B . . Brasileira
- A . . de Apoio
- D . . e Desenvolvimento
- A . . de Arta Capoeira

Capoeira je a vždy byla jednoznačně národní a futuristická forma umění. Je živým důkazem o lidech, kteří bojovali o svobodu. Je povinna být praktikována čestně a zaslouží si téže úcty jako za předchůdců. Její nositelé si dávají za úkol, že se Capoeira nesmí přestat rozvíjet, svou práci zaměřují na budoucnost zahrnující změny a nový potenciál.
Abadá Capoeira je skupina, ve které je hlavním smyslem rozvoj Capoeiry, brazilské kultury a individuálního vývoje; cílem je i představit tuto kulturu lidem na celém světě. Musíme udržet naše kořeny věčně živé!
Všichni instruktoři Capoeiry jsou školeni jak ve výuce Capoeiry samotné, tak i v pedagogickém přístupu a jejich činnost je stále kontrolována, což zajišťuje vždy kvalitu výuky a zejména pro Nebrazilce je to způsob, jak se naučit opravdovou capoeiru bez toho, aby žil přímo v Brazílii.
V současné době v Abadě působí kromě Mestre Camisy velké množství vynikajících osobností a činnost této organizace se zaměřuje na mládež a výuku Capoeiry ve školách.
V ČR se cvičí styl Abadá v městech: Praha, Brno, Karlovy Vary, Ústí nad Labem, České Budějovice, Ostrava, Havířov, Orlová.
Profesionální kvalitu a nejnovější poznatky zajišťuje brazilský učitel, Mestrando Estácio.

### Školy v Česku
- Abadá Capoeira ČR
- Abadá Capoeira Brno
- Capoeira České Budějovice